# Монцељио (Варезе)
Монцељио је насеље у Италији у округу Варезе, региону Ломбардија.
Према процени из 2011. у насељу је живело 103 становника. Насеље се налази на надморској висини од 216 м.